# Rivolet
Rivolet és un municipi francès situat al departament del Roine i a la regió d'Alvèrnia-Roine-Alps. L'any 2007 tenia 542 habitants.

## Demografia

### Població
El 2007 la població de fet de Rivolet era de 542 persones. Hi havia 202 famílies de les quals 54 eren unipersonals (25 homes vivint sols i 29 dones vivint soles), 45 parelles sense fills, 99 parelles amb fills i 4 famílies monoparentals amb fills.
La població ha evolucionat segons el següent gràfic:
Habitants censats

### Habitatges
El 2007 hi havia 234 habitatges, 209 eren l'habitatge principal de la família, 9 eren segones residències i 17 estaven desocupats. 215 eren cases i 20 eren apartaments. Dels 209 habitatges principals, 146 estaven ocupats pels seus propietaris, 53 estaven llogats i ocupats pels llogaters i 9 estaven cedits a títol gratuït; 1 tenia una cambra, 15 en tenien dues, 34 en tenien tres, 49 en tenien quatre i 109 en tenien cinc o més. 175 habitatges disposaven pel capbaix d'una plaça de pàrquing. A 81 habitatges hi havia un automòbil i a 113 n'hi havia dos o més.

### Piràmide de població
La piràmide de població per edats i sexe el 2009 era:
| Homes | Edats   | Dones |
| ----- | ------- | ----- |
| 0     | 95 o +  | 0     |
| 0     | 90 a 94 | 0     |
| 0     | 85 a 89 | 4     |
| 0     | 80 a 84 | 4     |
| 4     | 75 a 79 | 4     |
| 8     | 70 a 74 | 8     |
| 12    | 65 a 69 | 4     |
| 4     | 60 a 64 | 8     |
| 4     | 55 a 59 | 8     |
| 20    | 50 a 54 | 4     |
| 16    | 45 a 49 | 16    |
| 28    | 40 a 44 | 36    |
| 20    | 35 a 39 | 20    |
| 32    | 30 a 34 | 20    |
| 16    | 25 a 29 | 24    |
| 16    | 20 a 24 | 4     |
| 24    | 15 a 19 | 32    |
| 8     | 10 a 14 | 32    |
| 20    | 5 a 9   | 20    |
| 12    | 0 a 4   | 12    |

## Economia
El 2007 la població en edat de treballar era de 372 persones, 289 eren actives i 83 eren inactives. De les 289 persones actives 276 estaven ocupades (146 homes i 130 dones) i 12 estaven aturades (8 homes i 4 dones). De les 83 persones inactives 29 estaven jubilades, 40 estaven estudiant i 14 estaven classificades com a «altres inactius».

### Ingressos
El 2009 a Rivolet hi havia 209 unitats fiscals que integraven 555 persones, la mediana anual d'ingressos fiscals per persona era de 18.322 €.

### Activitats econòmiques
Dels 30 establiments que hi havia el 2007, 1 era d'una empresa de fabricació de material elèctric, 1 d'una empresa de fabricació d'altres productes industrials, 10 d'empreses de construcció, 5 d'empreses de comerç i reparació d'automòbils, 2 d'empreses d'hostatgeria i restauració, 1 d'una empresa immobiliària, 7 d'empreses de serveis, 1 d'una entitat de l'administració pública i 2 d'empreses classificades com a «altres activitats de serveis».
Dels 8 establiments de servei als particulars que hi havia el 2009, 1 era un taller de reparació d'automòbils i de material agrícola, 3 paletes, 1 fusteria, 2 lampisteries i 1 restaurant.
L'únic establiment comercial que hi havia el 2009 era una botiga de roba.
L'any 2000 a Rivolet hi havia 36 explotacions agrícoles que ocupaven un total de 448 hectàrees.

## Equipaments sanitaris i escolars
El 2009 hi havia una escola elemental.

## Poblacions més properes
El següent diagrama mostra les poblacions més properes.